# بنغوة
بنغوه (بالفارسية: بنگوه) هي قرية تقع في قسم هوديان الريفي (مقاطعة دلغان) في إيران. يقدر عدد سكانها بـ 51 نسمة .